# Nhím gai châu Âu
Erinaceus europaeus là một loài động vật có vú trong họ Erinaceidae, bộ Erinaceomorpha. Loài này được Linnaeus mô tả năm 1758.
Loài này được tìm thấy ở Tây Âu, từ Tây Ban Nha và Ý về phía bắc đến Scandinavia. Nó là một loài nói chung phổ biến và phân phối rộng rãi có thể tồn tại trong nhiều loại môi trường sống. Nó cũng là một loài được nhiều người biết đến, và là một loài được người ta yêu thích trong các khu vườn châu Âu, do cả sự bề ngoài đáng yêu của chúng và thói quen ăn côn trùng. Trong khi số lượng hiện nay là ổn định ở nhiều quốc gia trong dải phân bố, số lượng loài nhím này ở nước Anh lại đang giảm sút nhanh chóng.
Nhím gai châu Âu là loài ăn tạp, thức ăn chủ yếu là động vật có xương sống. Chế độ ăn của chúng bao gồm sên, giun đất, bọ cánh cứng, sâu bướm và côn trùng khác. Các động vật chân đốt ưa thích là những động vật nhiều chân Glomeris marginata và Tachypodoiulus niger cũng như bọ đất Carabus nemoralis. Một số loại trái cây và nấm có thể là thực phẩm bổ sung của chúng.

## Hình ảnh

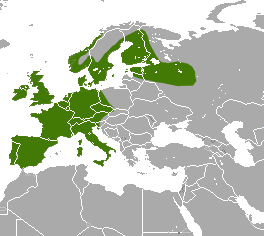
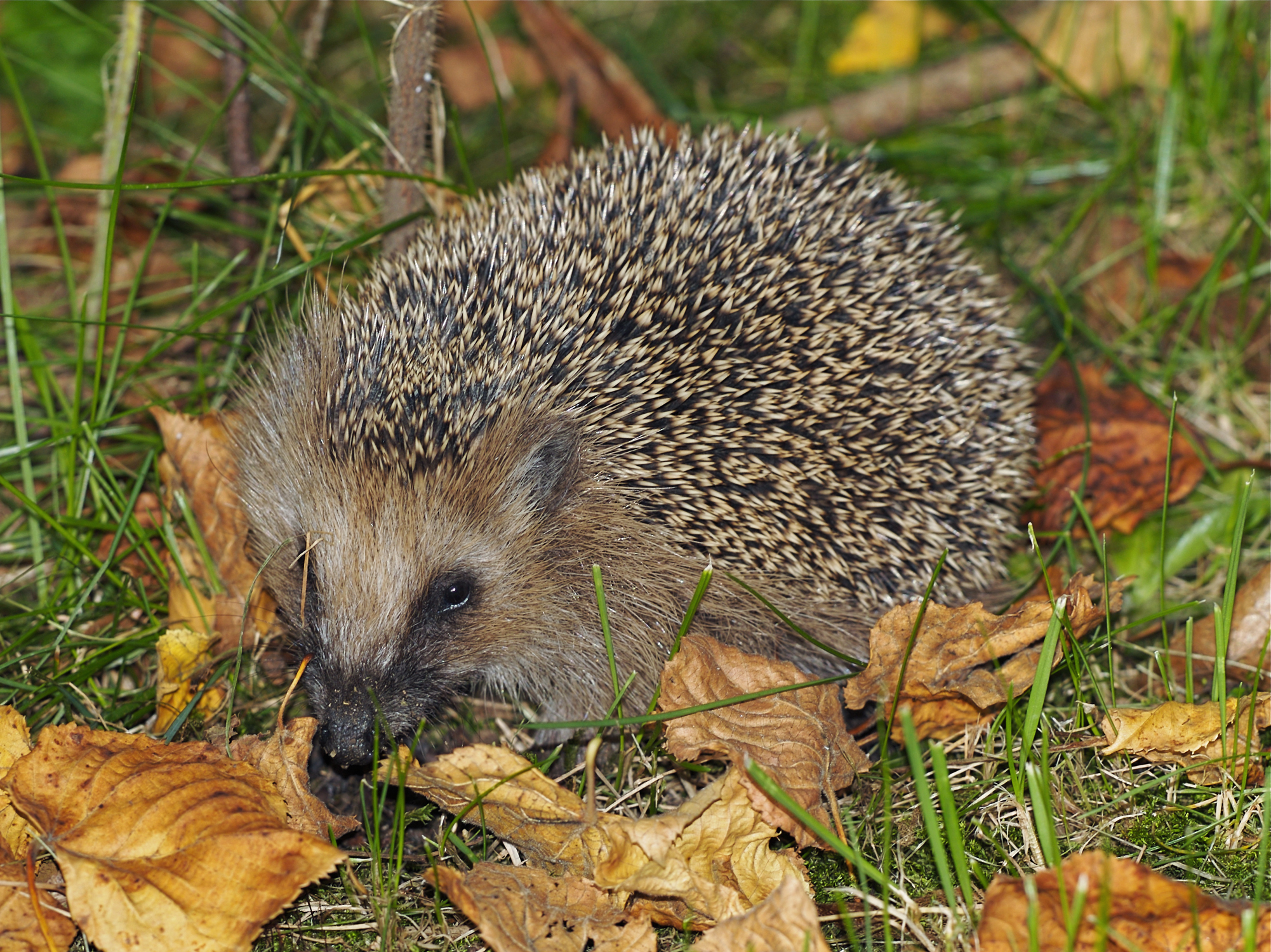
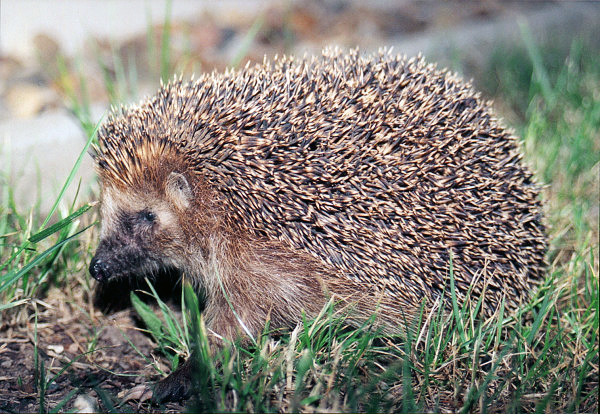
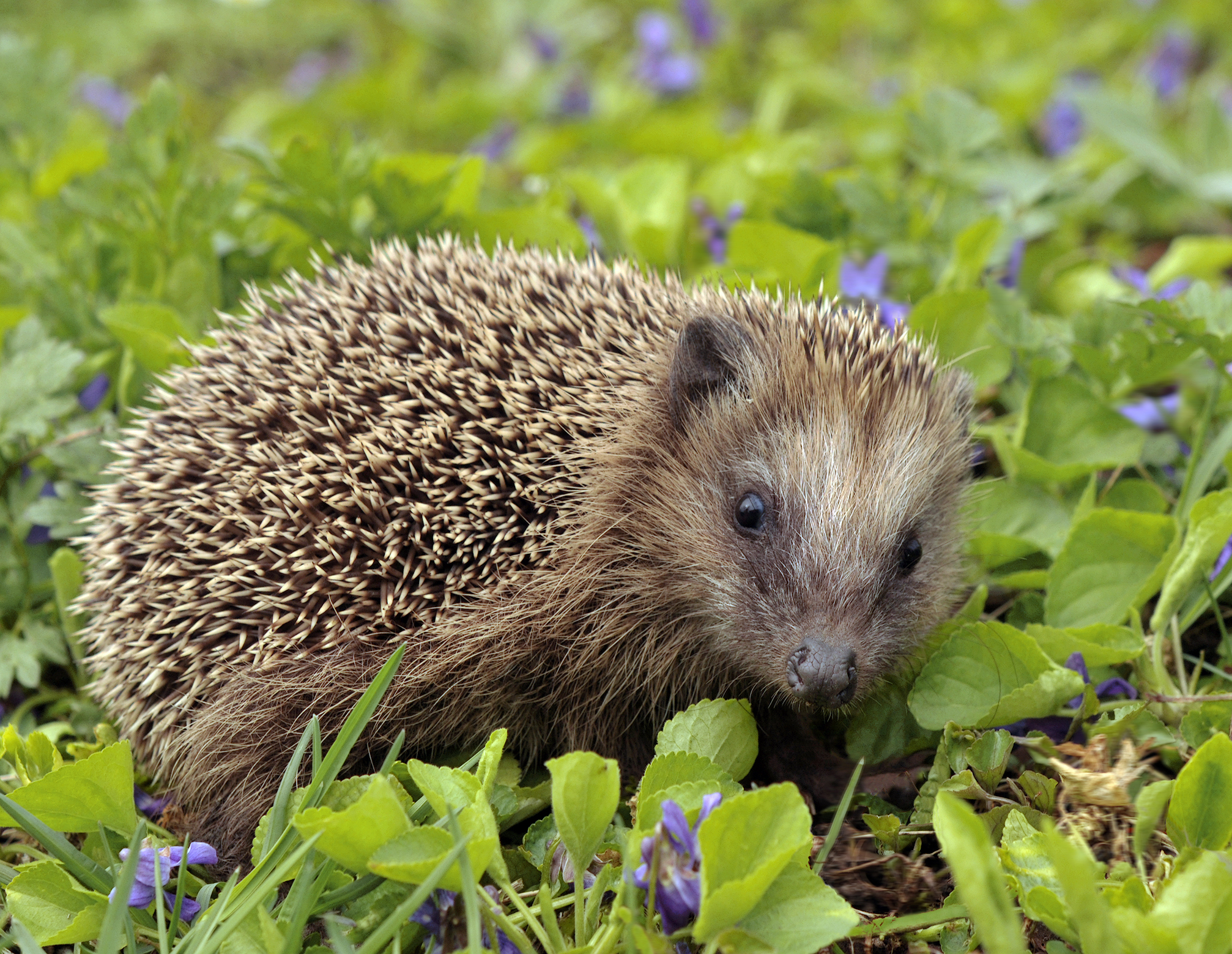